# Jüdischer Friedhof (Opole)
Koordinaten: 50° 39′ 22,1″ N, 17° 55′ 58″ O

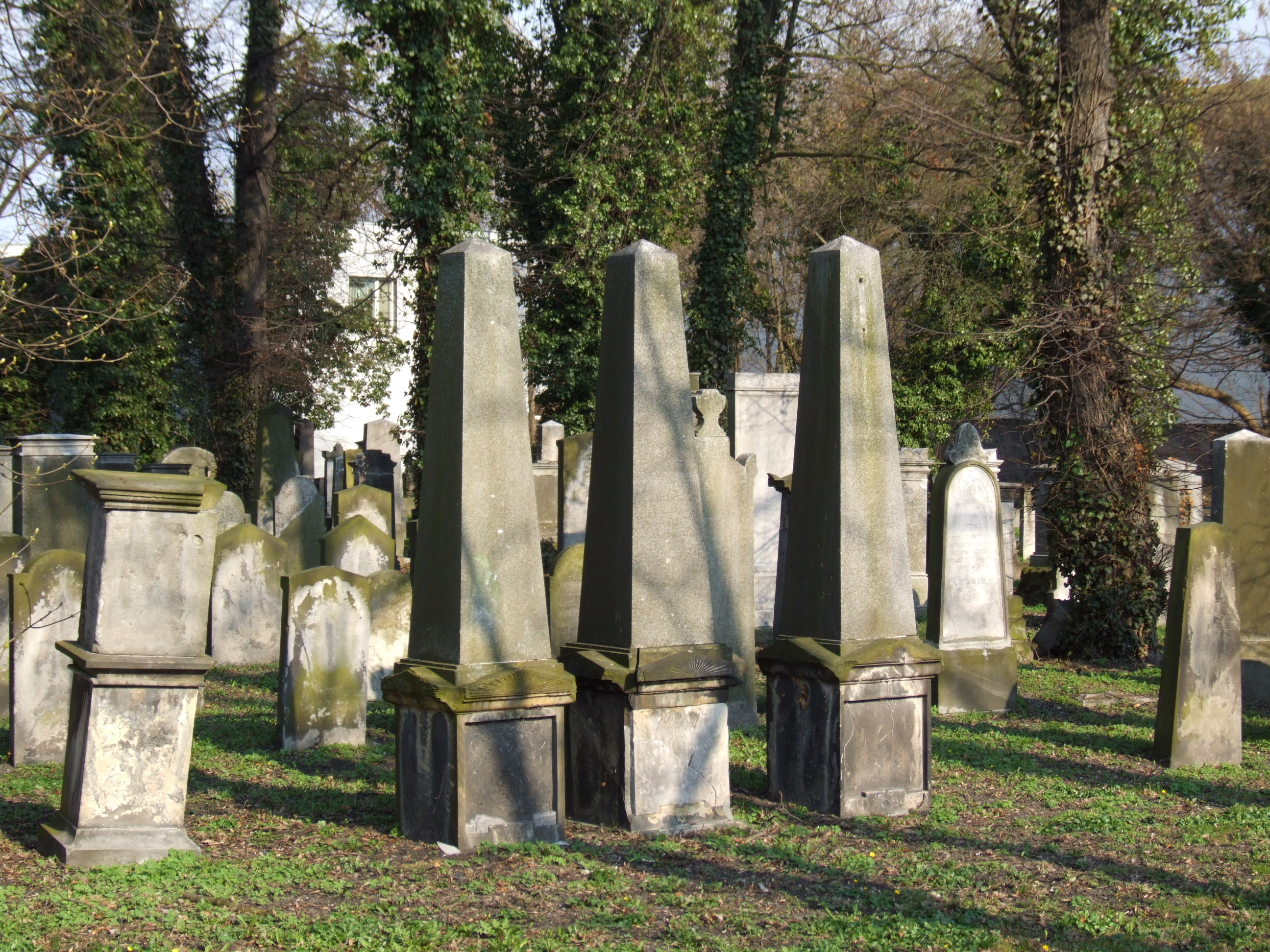
Ansicht des Friedhofs

Der Jüdische Friedhof in Oppeln (polnisch Opole), der Hauptstadt der Woiwodschaft Opole im Südwesten Polens, wurde um 1822 errichtet. Der jüdische Friedhof ist ein geschütztes Kulturdenkmal.

## Geschichte
Bis 1822 wurden die verstorbenen Gemeindemitglieder im fast 40 Kilometer entfernten Zülz bestattet. Danach verfügte die jüdische Gemeinde Oppeln über einen eigenen Begräbnisplatz, der mehr als zwei Kilometer außerhalb der Stadt entfernt war. Im Laufe des 19. Jahrhunderts wurde der Friedhof mehrfach vergrößert. Um 1870 wurde ein Taharahaus errichtet.